# Alchemilla pogonophora
Alchemilla pogonophora är en rosväxtart som beskrevs av Sergei Vasilievich Juzepczuk. Alchemilla pogonophora ingår i släktet daggkåpor, och familjen rosväxter. Inga underarter finns listade i Catalogue of Life.